# Béla Gerster

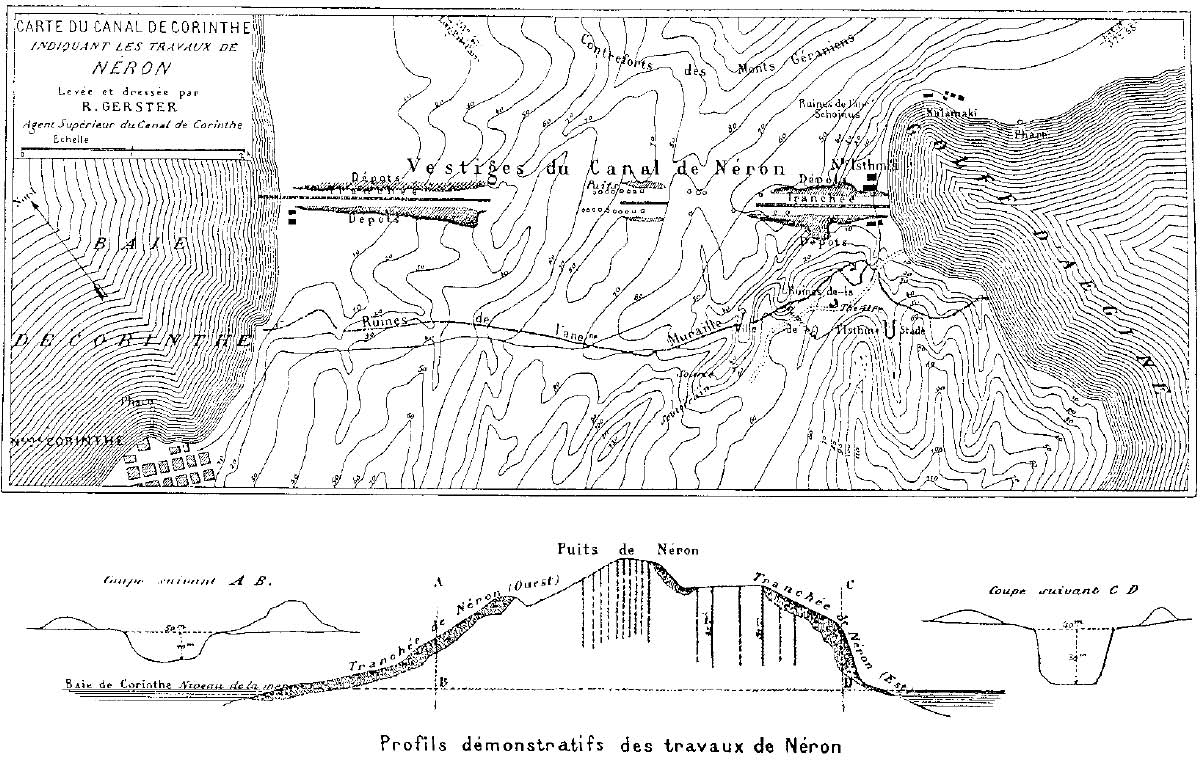
Vestiges du canal de Néron, relevé de l'ingénieur Béla Gerster, vers 1880, avant la construction du canal moderne

Béla Gerster (né à Kassa en Hongrie, le 20 octobre 1850 et mort à Budapest, le 3 août 1923) est un ingénieur et architecte hongrois, , .  Il prit part à une expédition préparatoire en vue de déterminer le tracé du canal de Panama et fut l'ingénieur en chef du canal de Corinthe.

## Biographie
Béla Gerster est né en 1850 à Kassa aujourd'hui Košice (en allemand Kaschau), dans l'empire austro-hongrois. Diplômé de l'université des techniques de Vienne (Autriche), il commença sa carrière comme ingénieur civil de la ville de Vienne. Il fut rapidement reconnu pour ses capacités en techniques des canaux et prit part, en 1876, à l'une des premières expéditions préparatoires internationales menées par Ferdinand de Lesseps et István Türr en vue de déterminer le meilleur tracé possible pour un canal interocéanique. Il proposa alors un site entre Panama et Colón.
Lorsque l'ingénieur István Türr se vit accorder la permission par le gouvernement grec de reprendre les travaux de percement du canal à travers l'Isthme de Corinthe, commencé par Néron en 68 ap. J.-C. et abandonnés après des travaux déjà considérables, Gerster fut chargé d'en dresser les plans en 1881. Puis il devint l'ingénieur en chef de l'ensemble du projet pour la Société Internationale du Canal Maritime de Corinthe, en collaboration avec quatre autres ingénieurs hongrois : István Kauser, László Nyári, Garibaldi Pulszky et István Stéghmüller. La construction fut menée à bien en 11 ans (1882-1893). Le canal de Corinthe a une longueur de 6 343 m, une largeur de 25 m et une profondeur de 8 m. La tranchée a une hauteur maximale de 63 m.
Gerster a laissé une relation de ses travaux dans un livre publié conjointement en hongrois et en français : A korinthusi földszoros és átmetszése /  L'Isthme de Corinthe et son percement. Cet ouvrage contient une quantité de photographies, dessins et plans. Il fut aussi chargé de déterminer le tracé de la ligne de chemin de fer d'Athènes à Larissa.
Il participa à la réalisation des plans généraux d'István Türr pour l'alimentation en eau de la Hongrie. Plus tard, il dirigea les opérations de tracé et de construction des treize lignes de chemin de fer principales de Hongrie, puis, en 1919, dirigea les travaux du canal Danube-Tisza. Il mourut à Budapest en 1923.